# Ouro-Nimini Tchagnirou
Ouro-Nimini Tchagnirou (Lomé, 1977. december 31. –) togói válogatott labdarúgó, aki részt vett a 2006-os labdarúgó-világbajnokságon.

## Sikerei, díjai
- Stade Malien
  - Mali bajok: 2005, 2007, 2010